# セイリン
セイリン株式会社は、静岡県静岡市清水区にある医療機器の開発・製造・販売の企業。

## 沿革
- 1977年 - 東亜化成工業株式会社を設立　資本金20,000千円
- 1978年 - セイリン化成株式会社へ社名変更
- 1989年 - セイリンアメリカ社を設立
- 1994年 - 清水工場竣工
- 1999年 - 現在の本社社屋及び倉庫を設立
- 2000年 - セイリン株式会社へ社名変更　資本金40,000千円に増資
- 2011年 - 資本金60,000千円に増資
- 2012年 - 中国成都事務所を開設
- 2013年 - 資本金80,000千円に増資
- 2014年 - 創業者　鈴木　毅　逝去

## 販売
- 【主要商品】

- セイリン鍼
- セイリン円皮鍼
- セイリン皮内鍼
- セイリン小児皮膚鍼
- セイリンパレット
- セイリンツバース